# Gian Galeazzo Biazzi Vergani
Gian Galeazzo Biazzi Vergani (Cremona, 19 giugno 1925 – Milano, 7 aprile 2019) è stato un giornalista e scrittore italiano. Ha fatto parte fin dalla fondazione della redazione del quotidiano Il Giornale dopo avere lasciato il Corriere della Sera assieme all'amico e collega Indro Montanelli. È stato caporedattore centrale per poi diventarne nel 1982 condirettore ed essere nominato  nel 1991 presidente della società editrice, la Società Europea di Edizioni.

## Biografia
Dopo gli studi al liceo classico di Cremona e la laurea in lettere presso l'Università di Pavia, si dedicò al giornalismo approdando a La Provincia di Cremona. Nel 1955 iniziò la sua collaborazione con il Corsera assunto dall'allora direttore Mario Missiroli. Del Giornale disse: "non è una passione, è quasi una malattia". Il 27 febbraio 1974, abbandonò Il Corriere della Sera, in contrasto con le idee della famiglia Crespi, editori del suddetto quotidiano. Di lì a poco, fu costituita la «Società Europea di Edizioni S.p.A. – Società di redattori». Il Comitato di redazione era composto, oltre che da Biazzi Vergani, da altri protagonisti del Giornale nuovo: Enzo Bettiza, Gianfranco Piazzesi, Leopoldo Sofisti, Renzo Trionfera e Cesare Zappulli.

## Opere
- (con Mario Cervi), I Vent'anni del "Giornale" di Montanelli - 25 Giugno 1974, Milano, Rizzoli, 1994  ISBN 9788817843232